# 日本勞動組合總評議會
日本勞動組合總評議會（日语：／），又称日本工会总评议会，簡稱總評，成立于1950年，曾是第二次世界大战后日本最大的工会组织。1950年7月11日，日本多個工会联合组成日本勞動組合總評議會。起初該組織支持美国介入朝鲜战争。1951年，該組織表示反對旧金山对日和约和日美安全保障条约。1952年至1954年發動反對破坏活动防止法的罢工。1956年至1957年期間支持砂川事件以及禁止原子弹运动。20世纪60年代，日本勞動組合總評議會主張提高职工工资和改善劳动条件。1965年該組織反对日韩基本条约和美国介入越南战争。1980年代末，日本勞動組合總評議會下属数十个产业工会，有会员400多万人。1989年11月，日本勞動組合總評議會并入日本劳动组合总联合会。